# Eerste KLM vlucht naar Nederlands-Indië

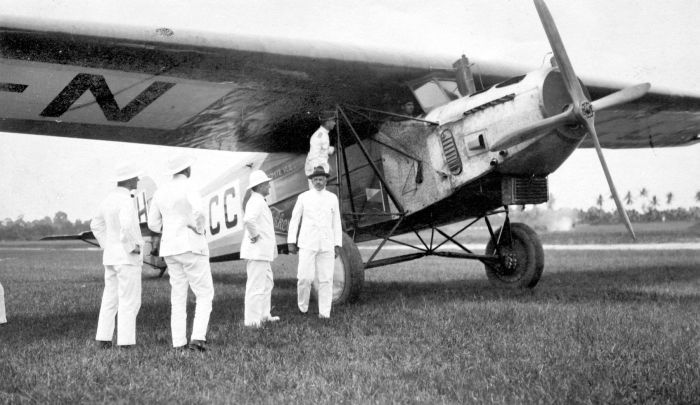
De Fokker VII op vliegveld Medan, nadat deze de eerste vlucht naar Nederlands-Indië voltooid had.

Op 24 november 1924 werd met de H-NACC, een Fokker F.VII-vliegtuig van de KLM, de eerste KLM vlucht naar Nederlands-Indië  (van de Schiphol naar Batavia) volbracht. In de volksmond en in de media werd deze vlucht destijds zowel in Nederland als in Nederlands-Indië de Holland-Indië-vlucht genoemd.

## De vlucht
Het toestel was een voor die tijd zeer modern vliegtuigontwerp. Het was een van de eerste passagiersvliegtuigen waar de piloot en de passagiers in een overdekte cabine vertoefden en niet meer in de open lucht zaten te kleumen. Het toestel was gemaakt van getrokken metalen buizen, hout en linnen, en werd voortbewogen door een Rolls Royce-motor van 400 pk.
Voor de vlucht naar Java werd het toestel, met registratienummer H-NACC, aangepast. De passagiersstoelen werden verwijderd en er kwamen extra benzinetanks in, zodat het ruim 10 uur in de lucht kon blijven. Het 16.000 kilometer lange traject moest in 22 dagen worden afgelegd. Met het oog op de tropische temperaturen werd een extra radiator onder de motor bevestigd en om het gewicht van het toestel te reduceren werden aan weerszijden op een na alle raampjes vervangen door zeildoek. In de cabine werden diverse reserve-onderdelen opgeslagen, waaronder ook een reserve-propeller.
Verder was de uitrusting primitief; navigeren gebeurde vooral op zicht. Piloten keken uit naar kerktorens, rivieren en steden. Kaarten waren vaak onvolledig.
De bemanning bestond uit KLM-piloot Jan Thomassen à Thuessink van der Hoop (vaak kortweg "Van der Hoop" genoemd), luitenant-vlieger Hendrik van Weerden Poelman en werktuigkundige Pieter van den Broeke.

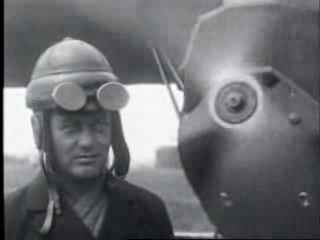
Piloot Van der Hoop een jaar na de eerste vlucht.

Op 1 oktober 1924 steeg de H-NACC op van Schiphol, op weg naar Praag voor de eerste tussenstop.
Behalve de drie bemanningsleden waren enkel postzakken aan boord.
Na twee dagen ging het boven Bulgarije al mis: door een scheur in de extra radiator stroomde het koelwater weg en raakte de motor oververhit. De bemanning moest een noodlanding maken op een grasveldje in de buurt van de stad Plovdiv. Bij het uitrollen raakte de machine een oneffenheid in het terrein waardoor de rechter wielpoot afbrak. Het onderstel kon worden gerepareerd, maar de motor was onherstelbaar beschadigd en moest worden vervangen. Hier was echter geen geld voor.
Na een snelle inzameling onder lezers van het blad Het Leven werd er een nieuwe motor naar Bulgarije gebracht, en daar onder primitieve omstandigheden in het toestel gezet. Op 2 november koos de Fokker F VII weer het luchtruim, twee dagen voor in het gebied sneeuwstormen losbraken die vertrek onmogelijk zouden hebben gemaakt. Op 24 november arriveerde het toestel behouden in Batavia.
Hiermee was aangetoond dat ook bestemmingen aan de andere kant van de wereld konden worden aangevlogen. Het duurde echter nog tot 1927 voor de KLM opnieuw een vlucht naar Java ondernam. In 1928 en 1929 werd een serie proefvluchten gemaakt. Pas in 1930 werd de luchtlijn naar Nederlands-Indië officieel geopend. Vanaf 1930 tot aan het uitbreken van de Tweede Wereldoorlog groeide de frequentie van vluchten naar Nederlands-Indië van één per 14 dagen tot drie vluchten per week. De KLM zou tot het onafhankelijk worden van Indonesië in 1949 kapitalen verdienen op deze route en daarmee de basis leggen voor de latere uitbreiding van de onderneming.
De H-NACC bleef enige maanden in Nederlands-Indië voor demonstratievluchten. Daarna werd het toestel per boot terug naar Nederland verscheept. De KLM gebruikte het vervolgens op haar Europese luchtlijnen, tot de machine op 9 juli 1926 in België verongelukte.

## De route

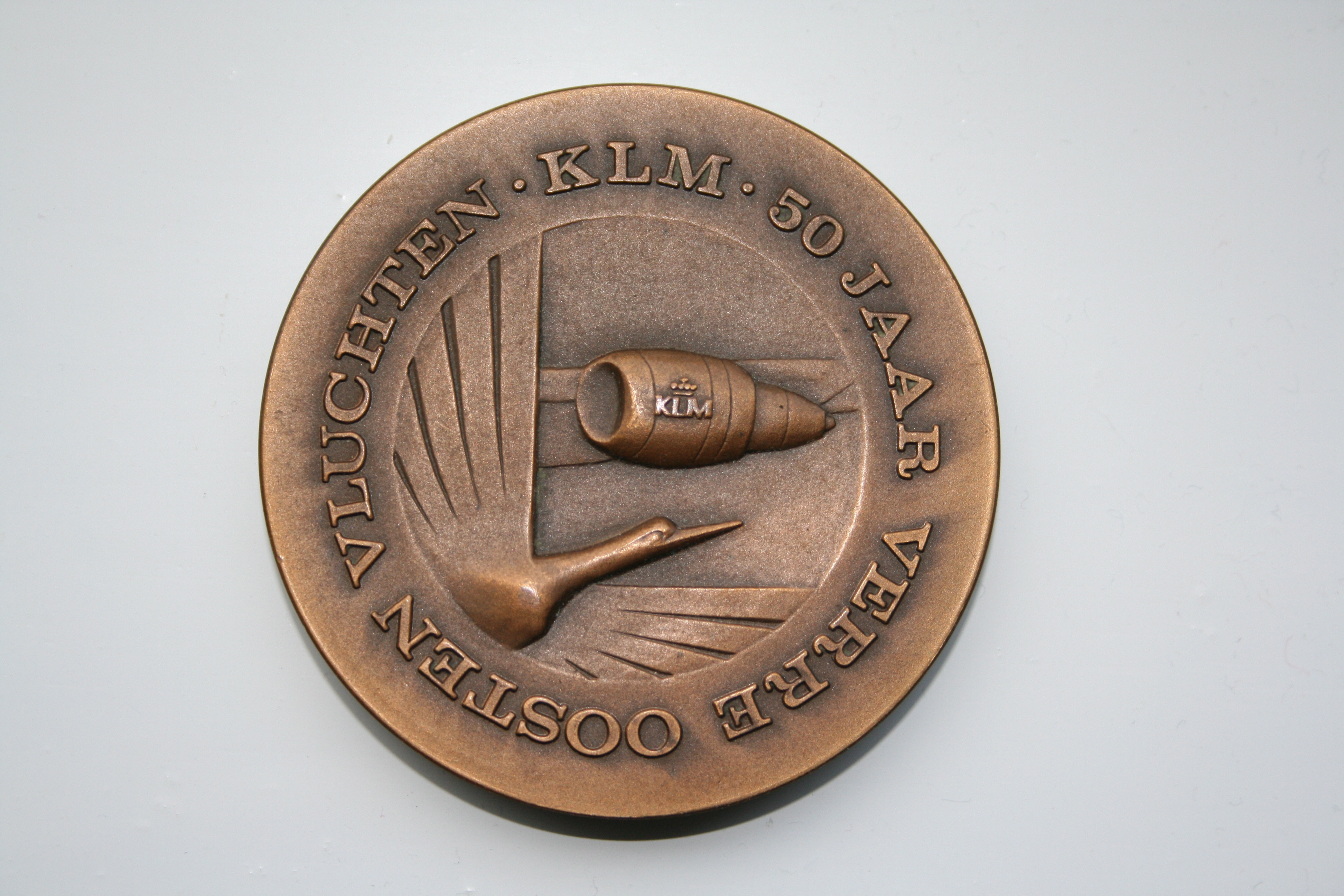
herdenkingspenning Eerste vlucht KLM naar Nederlands-Indië, uitgegeven 1974

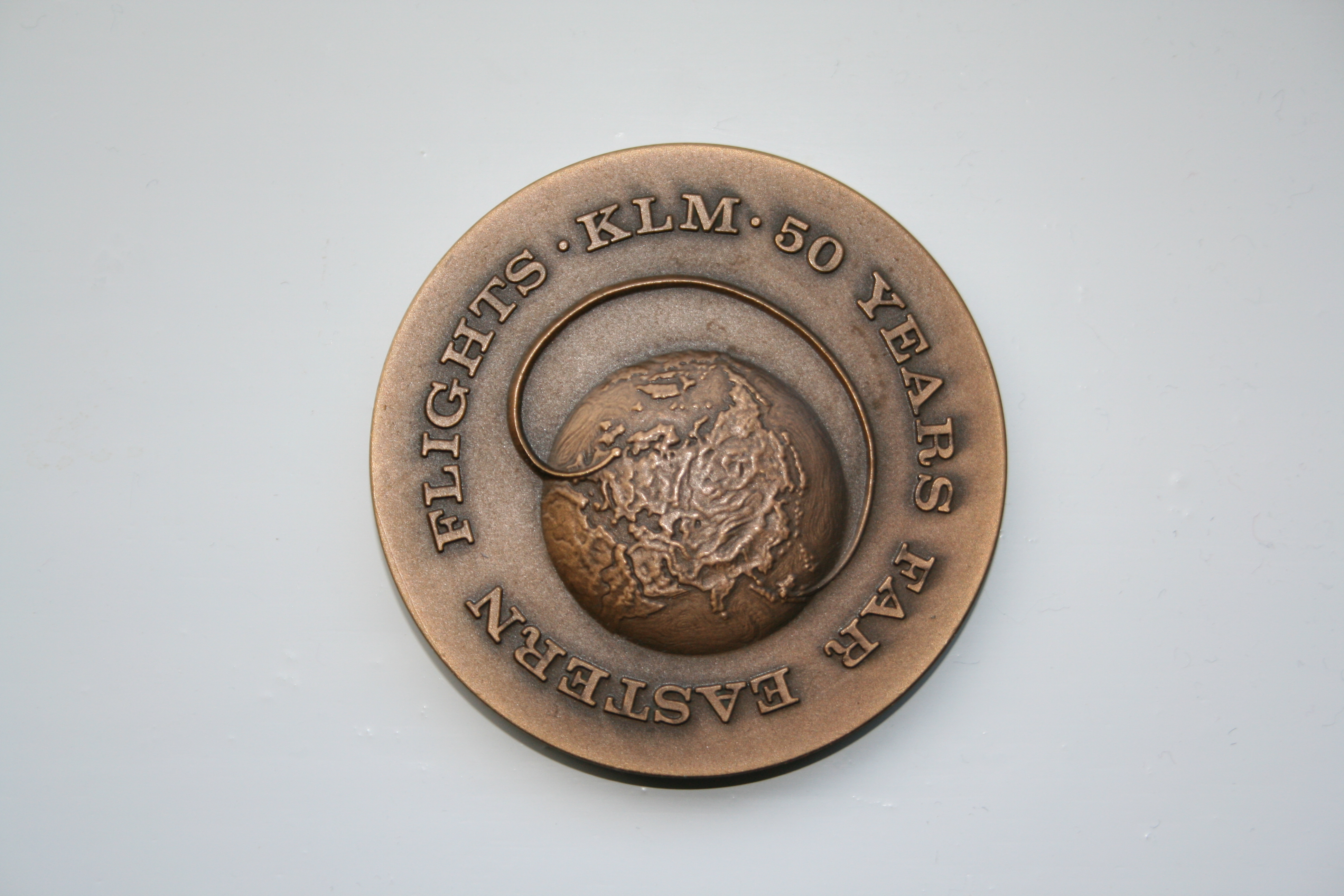
achterkant herdenkingspenning Eerste vlucht KLM naar Nederlands-Indië, uitgegeven 1974

De vlucht voerde van Schiphol bij Amsterdam naar het vliegveld Tjililitan bij Batavia, via de volgende route:
1. 825 km - Praag (Tsjecho-Slowakije) (1 oktober) (7 uur 30)
2. 800 km - Belgrado (Joegoslavië) (2 oktober) (4 uur 30)
3. 580 km - Philippopel (Plovdiv) (Bulgarije) (3 oktober) (5 uur 5) - noodlanding
4. 550 km - Constantinopel (Istanboel) (Turkije) (2 november) (3 uur 10)
5. 400 km - Angora (Ankara) (Turkije) (3 november) (4 uur 45)
6. 670 km - Aleppo (Syrië; Franse kolonie) (5 november) (6 uur 7)
7. 800 km - Bagdad (Irak) (6 november) (6 uur 45)
8. 920 km - Bushire (Bushehr) (Perzië) (7 november) (7 uur 22)
9. 670 km - Bandar Abbas (Perzië) (8 november) (5 uur 23)
10. 1180 km - Karachi (Brits Indië) (9 november) (9 uur)
11. 1200 km - Ambala (Brits Indië) (10 november) (8 uur)
12. 820 km - Allahabad (Brits-Indië) (12 november) (6 uur 45)
13. 770 km - Calcutta (Brits Indië) (13 november) (6 uur 12)
14. 650 km - Akyab (Sittwe) (Brits Indië) (14 november) (5 uur 45)
15. 700 km - Rangoon (Burma, Brits Indië) (15 november) (6 uur 23)
16. 790 km - Bangkok (Siam) (17 november) (6 uur 45)
17. 865 km - Sengora (Songkhla) (Siam) (18 november)(5 uur 47)
18. 563 km - Medan (Nederlands Indië) (21 november) (5 uur 5)
19. 960 km - Muntok op het eiland Bangka (Nederlands Indië) (23 november) (7 uur 51)
20. 660 km - Batavia (Jakarta) (Nederlands Indië) (24 november) (4 uur 56)

Na aankomst in Batavia werd er nog doorgevlogen naar Bandung.

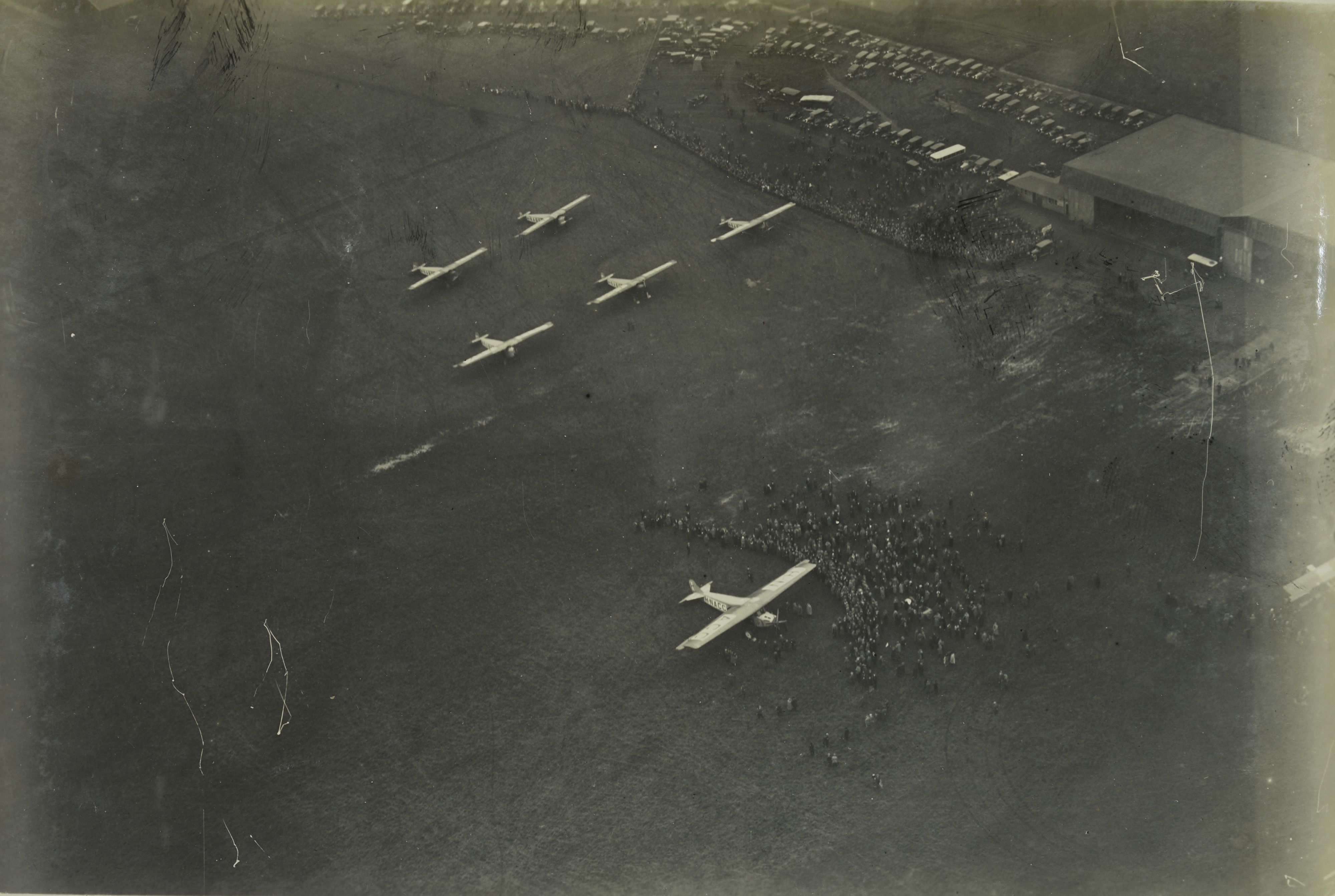
Luchtfoto van de H-NACC op Schiphol

Totaal: 15.373 km; 127 uur en 16 minuten; verdeeld over 20 vliegdagen met een gemiddelde snelheid van 120,75 km per uur.

## Herdenkingspostzegels
Postzegels met (links) beeltenis van G.A. Koppen (George Alexander Koppen (21-6-1890 / 1-1-1970), bekend door de postvlucht Nederland-Nederlands-Indië en terug in 1927 en (rechts) A.N.J. Thomassen à Thuessink van der Hoop, bekend door de eerste postvlucht Nederland-Nederlands-Indië in 1924.

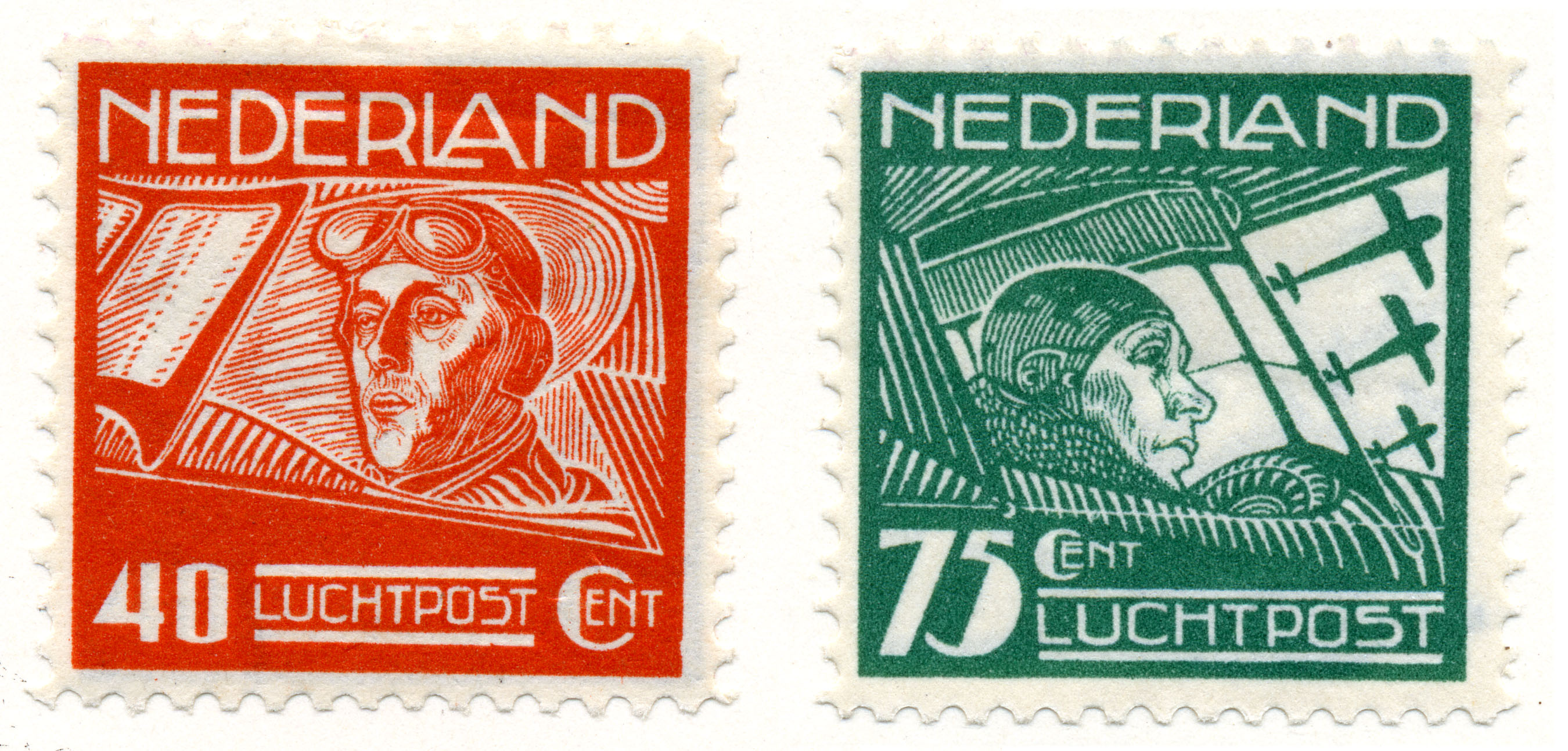
Nederlandse luchtpostzegels uit 1928